# Richard Balles
Richard Balles (* 28. November 1885 in Burghausen bei Münnerstadt; † 24. Mai 1950 in München) war ein deutscher Verwaltungsjurist.

## Werdegang
Als Sohn eines Oberlehrers 1885 geboren, besuchte Balles das Humanistische Gymnasium in Aschaffenburg und studierte Rechtswissenschaften an der Universität Würzburg, wo er 1905 Mitglied der Burschenschaft Arminia Würzburg wurde. Nach Studium und Promotion (1910) trat in den bayerischen Staatsdienst und bekleidete bis 1945 verschiedene Funktionen. Er hatte bereits in den Jahren 1921 – 1927 und 1938 – 1943 der Regierung von Oberbayern angehört. 1938 war er auf Betreiben der NSDAP als Vorstand des Landratsamtes Lohr a. Main abberufen worden. Im Mai 1945 wurde er von der amerikanischen Militärregierung kommissarisch als Landrat des oberbayerischen Landkreises Weilheim eingesetzt. Im Juni des gleichen Jahres wurde er Stellvertreter von Ludwig Osthelder im Amt des Regierungspräsidenten von Oberbayern und zum 1. Mai 1949 dessen Nachfolger. In sein Amt eingeführt hatte ihn Innenminister Willi Ankermüller. „Ich bin ein Mann des Rechts und des Ausgleichs“ hatte er bei seiner Amtseinführung gesagt. Er starb am 24. Mai 1950 in München. Die Beerdigung fand am Samstag, den 27. Mai 1950 im Münchner Ostfriedhof statt.